# 辽宁农业博物馆
辽宁农业博物馆，是一座中国农业博物馆，地处辽宁省沈阳市沈河区东陵路78号。

## 历史
前身是创建于1956年的辽宁农业展览馆，2008年改建为辽宁农业博物馆。主要任务是研究和展示辽宁历史时期的农业发展，向公众普及农业知识。馆内现有农业历史和动物资源两个展馆。
41°49′15″N 123°33′03″E / 41.82083°N 123.55083°E